# Lidia Bongiovanni
Lidia (Lydia) Velia Enna Bongiovanni (* 1. Oktober 1914 in Turin; † 18. Februar 1998 ebd.) war eine italienische Sprinterin und Diskuswerferin.
1933 siegte sie bei den Internationalen Universitätsspielen im Diskuswurf. Bei den Olympischen Spielen 1936 wurde sie Vierte in der 4-mal-100-Meter-Staffel.
Ihre persönliche Bestzeit über 100 m von 12,9 s stellte sie 1936 auf.